# Savang vatthanai
Savang vatthanai là một loài bọ cánh cứng trong họ Cerambycidae.